# Rokas Baciuška
Rokas Baciuška, né le 10 décembre 1999 à Tauragė, est un pilote de rallye-raid lituanien. Il est champion de rallye-raid FIA catégorie SSV en 2022 et 2023 et catégorie Challenger en 2024.

## Palmarès

### Résultats au Rallye Dakar
| Année | Catégorie  | Marque | Position | Étapes |
| ----- | ---------- | ------ | -------- | ------ |
| 2022  | SSV        | Can-Am | 3e       | 2      |
| 2023  | SSV        | Can-Am | 2e       | 4      |
| 2024  | Challenger | Can-Am | 3e       | -      |
| 2025  | Autos      | Toyota | 11e      | 1      |

### Autres résultats
- 2022 : Champion de rallye-raid FIA (pilote T4)
  - 1er en T4 au Rallye du Maroc
- 2023 : Champion de rallye-raid FIA (pilote T4)
  - 1er en T4 à l'Abu Dhabi Desert Challenge
  - 1er en T4 au Sonora Rally
- 2024 : Champion de rallye-raid FIA (pilote Challenger)
  - 1er en Challenger au BP Ultimate Rally-Raid (en)
  - 1er en Challenger au  Desafío Ruta 40